# NBA Summer League 2007
Navigation
2006 2008
La NBA Summer League 2007 était une ligue de basket-ball professionnelle dirigée par la NBA juste après la draft de la NBA 2007. Elle s'est déroulée à Orlando, en Floride, du 9 au 13 juillet, à Salt Lake City, dans l'Utah, du 13 au 20 juillet et à Las Vegas, au Nevada, du 6 au 15 juillet 2007.

## Orlando Pro Summer League

### Équipes
- Bobcats de Charlotte
- Bulls de Chicago
- Pacers de l'Indiana
- Heat de Miami
- Nets du New Jersey
- Magic d'Orlando

### Matchs

#### 9 juillet
Charlotte bat Miami, 88-74
Orlando bat New Jersey, 85-74
Indiana bat Chicago, 93-89

#### 10 juillet
Chicago bat Charlotte, 92-80
Orlando bat Indiana, 88-65
New Jersey bat Miami, 73-65

#### 11 juillet
Indiana bat New Jersey, 90-65
Charlotte bat Orlando, 95-77
Chicago bat Miami, 77-66

#### 12 juillet
New Jersey bat Charlotte , 72-66
Miami bat Indiana, 78-66
Orlando bat Chicago, 88-72

#### 13 juillet
Indiana bat Charlotte, 55-47
Miami bat Orlando, 63-57
New Jersey bat Chicago, 88-77

### Classement
| # | Équipe               | Victoires | Défaites | PCT   |
| - | -------------------- | --------- | -------- | ----- |
| 1 | Nets du New Jersey   | 3         | 2        | 60,0% |
| 2 | Pacers de l'Indiana  | 3         | 2        | 60,0% |
| 3 | Magic d'Orlando      | 3         | 2        | 60,0% |
| 4 | Bobcats de Charlotte | 2         | 3        | 40,0% |
| 5 | Bulls de Chicago     | 2         | 3        | 40,0% |
| 6 | Heat de Miami        | 2         | 3        | 40,0% |

## Salt Lake City Summer League

### Équipes
- Hawks d'Atlanta
- Bulls de Chicago
- Mavericks de Dallas
- 76ers de Philadelphie
- Spurs de San Antonio
- SuperSonics de Seattle
- Jazz de l'Utah

### Matchs

#### 13 juillet
Philadelphie bat San Antonio, 91-75
Utah bat Atlanta, 64-63

#### 14 juillet
Atlanta bat San Antonio, 79-68
Philadelphie bat Utah, 100-85

#### 16 juillet
Philadelphie bat Chicago, 88-77
San Antonio bat Utah, 75-71
Atlanta bat Dallas, 83-77

#### 17 juillet
Utah bat Seattle, 102-88
Philadelphie bat San Antonio, 98-86
Chicago bat Atlanta, 85-79

#### 19 juillet
Seattle bat Chicago, 96-89
Dallas bat San Antonio, 115-103
Utah bat Atlanta, 88-86

#### 20 juillet
Philadelphie bat Atlanta, 76-71
Chicago bat Utah, 78-60
Seattle bat Dallas, 85-79

### Classement
| # | Équipe                 | Victoires | Défaites | PCT   |
| - | ---------------------- | --------- | -------- | ----- |
| 1 | 76ers de Philadelphie  | 5         | 0        | 100%  |
| 2 | Jazz de l'Utah         | 3         | 3        | 50,0% |
| 3 | SuperSonics de Seattle | 2         | 1        | 66,7% |
| 4 | Bulls de Chicago       | 2         | 2        | 50,0% |
| 5 | Hawks d'Atlanta        | 2         | 4        | 33,3% |
| 6 | Mavericks de Dallas    | 1         | 2        | 33,3% |
| 7 | Spurs de San Antonio   | 1         | 4        | 20,0% |

## Las Vegas NBA Summer League

### Équipes
- Celtics de Boston
- Cavaliers de Cleveland
- Mavericks de Dallas
- Nuggets de Denver
- Pistons de Détroit
- Warriors de Golden State
- Rockets de Houston
- Clippers de Los Angeles
- Lakers de Los Angeles
- Grizzlies de Memphis
- Bucks de Milwaukee
- Timberwolves du Minnesota
- Knicks de New York
- Hornets de La Nouvelle-Orléans
- 76ers de Philadelphie
- Suns de Phoenix
- Trail Blazers de Portland
- Kings de Sacramento
- Spurs de San Antonio
- SuperSonics de Seattle
- Chine
- Wizards de Washington

### Matchs

#### 6 juillet
Philadelphie bat San Antonio, 65-61
Memphis bat Chine, 86-77

#### 7 juillet
Golden State bat New Orleans, 110-102
Détroit bat Philadelphie, 91-89
Cleveland bat San Antonio, 67-53
Sacramento bat Chine, 73-43

#### 8 juillet
Dallas bat Portland, 72-68
L.A Lakers bat Milwaukee, 66-64
Denver bat L.A. Clippers, 108-104

#### 9 juillet
Détroit bat Memphis, 80-78
Golden State bat Philadelphie, 94-87
Minnesota bat New Orleans, 85-83
Cleveland bat Phoenix, 93-89

#### 10 juillet
Sacramento bat Washington, 75-64
Dallas bat Denver, 87-83
Philadelphie bat L.A. Lakers, 98-95
San Antonio bat Golden State, 90-80
New York bat Chine, 88-65
Houston bat L.A. Clippers, 90-76

#### 11 juillet
Minnesota bat San Antonio, 79-68
Détroit bat Washington, 84-70
Philadelphie bat Phoenix, 104-101
L.A. Lakers bat Portland, 81-73

#### 12 juillet
Denver bat Détroit, 92-84
Memphis bat Cleveland, 100-76
Dallas bat Houston, 98-94
Milwaukee bat New Orleans, 72-58
New York bat Sacramento, 96-84
L.A. Clippers bat Minnesota, 85-73

#### 13 juillet
Phoenix bat New Orleans, 94-86
L.A. Clippers bat Memphis, 90-84
Denver bat L.A. Lakers, 120-88
Houston bat Washington, 74-69

#### 14 juillet
Minnesota bat Memphis, 102-91
Détroit bat L.A. Lakers, 84-81
Washington bat Cleveland, 76-71
Houston bat Sacramento, 90-72
New York bat Golden State, 91-87
Portland bat Phoenix, 89-85

#### 15 juillet
Washington bat Milwaukee, 79-67
New York bat Denver, 116-108
Minnesota bat Phoenix, 84-81
Houston bat New Orleans, 98-93
Sacramento bat L.A. Clippers, 82-60

### Classement final
| #  | Équipe                         | Victoires | Défaites | PCT   |
| -- | ------------------------------ | --------- | -------- | ----- |
| 1  | Knicks de New York             | 4         | 0        | 100%  |
| 2  | Pistons de Détroit             | 4         | 1        | 80,0% |
| 3  | Rockets de Houston             | 4         | 1        | 80,0% |
| 4  | Timberwolves du Minnesota      | 4         | 1        | 80,0% |
| 5  | Mavericks de Dallas            | 3         | 0        | 100%  |
| 6  | Nuggets de Denver              | 3         | 2        | 60,0% |
| 7  | 76ers de Philadelphie          | 3         | 2        | 60,0% |
| 8  | Kings de Sacramento            | 3         | 2        | 60,0% |
| 9  | Warriors de Golden State       | 2         | 2        | 25,0% |
| 10 | Cavaliers de Cleveland         | 2         | 3        | 40,0% |
| 11 | Clippers de Los Angeles        | 2         | 3        | 40,0% |
| 12 | Lakers de Los Angeles          | 2         | 3        | 40,0% |
| 13 | Grizzlies de Memphis           | 2         | 3        | 40,0% |
| 14 | Wizards de Washington          | 2         | 3        | 40,0% |
| 15 | Bucks de Milwaukee             | 1         | 2        | 50,0% |
| 16 | Trail Blazers de Portland      | 1         | 2        | 50,0% |
| 17 | Spurs de San Antonio           | 1         | 3        | 25,0% |
| 18 | Chine                          | 1         | 3        | 25,0% |
| 19 | Suns de Phoenix                | 1         | 4        | 20,0% |
| 20 | Hornets de La Nouvelle-Orléans | 0         | 5        | 0%    |

MVP du tournoi : Nate Robinson, Knicks de New York